# Siegmar Wätzlich
Siegmar Wätzlich (Rammenau, 16 november 1947 - 18 april 2019) was een voetballer uit Oost-Duitsland, die speelde als verdediger. Hij kwam het grootste deel van zijn loopbaan uit voor Dynamo Dresden.

## Interlandcarrière
Wätzlich kwam in totaal 24 keer (nul doelpunten) uit voor de nationale ploeg van Oost-Duitsland in de periode 1972–1975. Onder leiding van bondscoach Georg Buschner maakte hij zijn debuut op 28 augustus 1972 in de OS-groepswedstrijd tegen Ghana (4–0) in München. Met de nationale ploeg won Wätzlich uiteindelijk de bronzen medaille op de Olympische Spelen in 1972 (München). Hij nam met Oost-Duitsland tevens deel aan het WK voetbal 1974 in buurland West-Duitsland.

## Erelijst
Dynamo Dresden
- DDR-Oberliga:

1971, 1973, 1976
- Oost-Duitse beker

1971